# Heinrich Christian Boie
Pour les articles homonymes, voir Heinrich Boie et Boie.
Heinrich Christian Boie (19 juillet 1744 - 3 mars 1806) est un écrivain holsteinois
.

## Biographie
Né dans la ville de Meldorf dans le Holstein (appartenant personnellement au roi du Danemark), Heinrich Christian Boie étudia le droit à l’université d'Iéna. En 1769, il arriva à Göttingen où il devint l'un des plus grands esprits du « Dichterbund » ou « Hain » de Göttingen. Le talent poétique de Boie était certes médiocre, mais sa connaissance de la littérature, son goût et son jugement étaient exemplaires.
Il fonda avec Friedrich Wilhelm Gotter le Göttinger Musenalmanach en 1770, qu'il dirigea et édita jusqu'en 1775, quand, avec Christian Wilhelm von Dohm, il publia Das deutsche Museum qui devint l'un des meilleurs périodiques littéraires de cette époque. En 1776, il devint secrétaire du gouverneur militaire de Hanovre, et, en 1781, fut nommé administrateur de la province de Süderditmarschen en Holstein.
Il faisait partie du Cercle d'Emkendorf, salon littéraire de la comtesse von Reventlow, au château d'Emkendorf. Il est mort à Meldorf.